# ネオジム弘三石
ネオジム弘三石（ネオジムこうぞうせき、 Kozoite-(Nd)）は、2000年に発表された日本産新鉱物で、国立科学博物館の鉱物学者、宮脇律郎などにより、佐賀県唐津市に露出するアルカリ玄武岩の空隙から発見された。筑波大学の化学者、長島弘三の無機化学分析による鉱物学への貢献をたたえて命名された。なお、長島弘三は長島石を献名された鉱物愛好家の長島乙吉の息子であり、親子で鉱物種に名を残したことになる。
化学組成は(Nd,La)(CO3)(OH)。斜方晶系。アンシライト（Ancylite、Sr(Ce,La)(CO3)2(OH)・H2O）グループに属し、ネオジム水酸バストネス石（Hydroxylbastnaesite-(Nd)、六方晶系）の同質異像に相当する。球状の結晶集合体として産出し、日光下ではピンク色、蛍光灯下では薄緑色となる。下記のランタン弘三石と共存することも多い。
2002年にはネオジム(Nd)がランタン(La)に置換されたランタン弘三石（Kozoite-(La)）の発見が報告された｡